# Zámecká alej a buky v Horních Lubech
Zámecká alej a skupina buků v Horních Lubech je přibližně 700 m dlouhé stromořadí, převážně jasanů, javorů a dubů, které stoupá podél staré cesty od severního okraje Lubů přes areál golfového hřiště k ruinám zámku v Horních Lubech v okrese Cheb v Karlovarském kraji. Kromě aleje je rovněž chráněna dříve pětice, na jaře 2015, už jen čtveřice semknutých, bohatě zavětvených buků. 

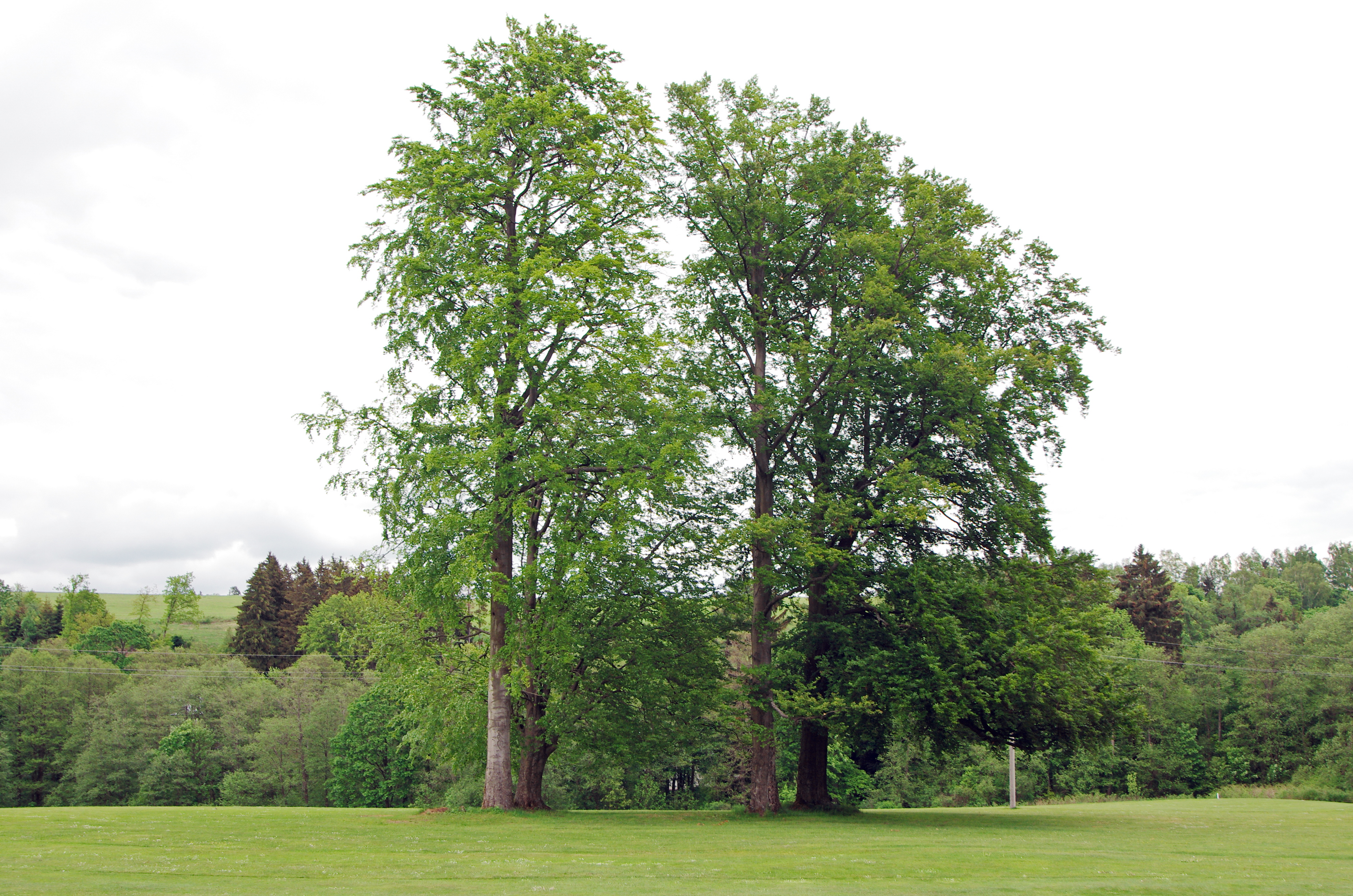
skupina buků v květnu 2015

Skupina buků se nachází vpravo při stoupání aleje přímo na golfovém hřišti a zvyšuje tak jeho krajinnou hodnotu. Nejmohutnější duby jsou ve spodní části aleje, nejmohutnější kleny v horní části aleje v blízkosti ruiny zámku. Obvody kmenů měří do 441 cm (měření 2014). Za památné byly stromy v aleji vyhlášeny v roce 2002.

## Stromy v okolí
- Lubská lípa
- Duby u kaple
- Javory u kaple